# Eigo Sekine
Eigo Sekine (japanisch 関根 永悟 Sekine Eigo; * 11. September 1981 in der Präfektur Saitama) ist ein ehemaliger japanischer Fußballspieler.

## Karriere
Sekine erlernte das Fußballspielen in der Schulmannschaft der Omiya Higashi High School. Seinen ersten Vertrag unterschrieb er 2000 bei Honda Luminozo Sayama FC. 2000 wechselte er zum Drittligisten Ehime FC. 2005 wurde er mit dem Verein Meister der Japan Football League und stieg in die J2 League auf. Ende 2014 beendete er seine Karriere als Fußballspieler.